# Nhóm ngôn ngữ Bihar
Bihar là nhóm ngôn ngữ miền tây của các ngôn ngữ Đông Ấn-Arya, chủ yếu được nói ở các bang Bihar, Jharkhand, Tây Bengal và Uttar Pradesh của Ấn Độ và cả ở Nepal.
Mặc dù có số lượng lớn người nói các ngôn ngữ này, nhưng chỉ có tiếng Maithil được hiến pháp công nhận ở Ấn Độ, đã đạt được vị trí hiến pháp thông qua sửa đổi Hiến pháp Ấn Độ lần 92, năm 2003 (đạt được sự đồng ý vào năm 2004). Cả tiếng Maithil và tiếng Bhojpur đều được hiến pháp công nhận ở Nepal.
Ở Bihar, tiếng Hindi là ngôn ngữ được sử dụng cho các vấn đề giáo dục và chính thức. Những ngôn ngữ này đã được tiếp nhận một cách hợp pháp dưới "nhãn hiệu bao trùm" tiếng Hindi trong Cuộc điều tra dân số năm 1961. Chính quyền bang và quốc gia đang tạo điều kiện cho các sự đe dọa của ngôn ngữ. Sau khi giành độc lập, tiếng Hindi được trao tư cách chính thức duy nhất thông qua Đạo luật Ngôn ngữ chính thức Bihar, 1950. Tiếng Hindi đã được thay thế như ngôn ngữ chính thức duy nhất của Bihar vào năm 1981, trong khi tiếng Urdu được coi là có vị thế của ngôn ngữ chính thức thứ hai.

## Người nói
Số lượng người nói ngôn ngữ Bihar rất khó để nói cụ thể vì các nguồn không đáng tin cậy. Ở khu vực thành thị, hầu hết những người nói có học thức gọi tiếng Hindi là ngôn ngữ của họ bởi vì đây là những gì họ sử dụng trong bối cảnh chính thức và tin rằng đó là phản ứng thích hợp vì không nhận thức được. Dân số có học thức và dân số thành thị trong khu vực coi tiếng Hindi là tên chung cho ngôn ngữ của họ.

## Một số ngôn ngữ và phương ngữ chính
| Ngôn ngữ    | ISO 639-3 | Chữ viết                                                          | Số người nói | Phân bố địa lý                                                                                               |
| ----------- | --------- | ----------------------------------------------------------------- | ------------ | --- |
| Angika      | anp       | Devanagari; trước đây là Anga Lipi                                | 743.600      | Đông Bihar, Đông Bắc Jharkhand, Tây Bengal và Đông Madhesh                                                   |
| Bajjika     | -         | Devanagari; trước đây là Tirhuta                                  | 8.738.000    | Bắc-Trung Bihar và Đông Madhesh                                                                              |
| Bhojpur     | bho       | Devanagari; trước đây là Kaithi                                   | 39.519.400   | Tây Bihar, Đông Uttar Pradesh, Tây Bắc Jharkhand, Bắc Chhattisgarh, Đông Bắc Madhya Pradesh và Trung Madhesh |
| Khortha     | N.A       | chữ Tirhuta, Devanagari                                           | 8,04 triệu   | Đông Bắc Jharkhand                                                                                           |
| Kudmali     | kyw       | Devanagari, Chis (cũng được đề xuất là chữ viết có thể có của nó) | 556.809      | Đông Nam Jharkhand, Tây Bengal                                                                               |
| Magaha      | mah       | Anga Lipi; Kaithi và Devanagari                                   | 14.035.600   | Nam Bihar |
| Maithil     | mai       | Tirhuta, Kaithi và Devanagari                                     | 33.890.000   | Phía bắc và phía đông Bihar, Jharkhand và Đông Madhesh                                                       |
| Panchpargan | tdb       | Devanagari, đôi khi chữ Bengal và Kaithi                          | 274.000      | Tây Bengal, Jharkhand và Assam                                                                               |
| Nagpur      | sck       | Devanagari                                                        | 5,1 triệu    | Tây-trung Jharkhand Đông Bắc Chhattisgarh Bắc Odisha                                                         |
| Surjapur    | sjp       | Devanagari                                                        | 2.256.228    | Đông Bắc Bihar                                                                                               |

Một số nhà ngôn ngữ học tranh luận về việc đưa tiếng Maithil vào nhóm ngôn ngữ Bihar, nói rằng nó có nhiều điểm tương đồng với tiếng Bengal láng giềng hơn so với các ngôn ngữ Bihar khác.